# Stallfrossmygga
Stallfrossmygga (Anopheles atroparvus) är en mygga som i motsats till flera andra malariamyggor saknas i tropiska regioner. Den finns istället vid Europas kustlinjer och vid några insjöar. Den förekommer även i Sverige.
Stallfrossmygan kan sprida malaria och var en viktig smittspridare även i Sverige under 1800-talet.

## Utbredning
Stallfrossmyggan har hittats i södra Sverige (Skåne, Blekinge, Västergötland, Småland och Gotland). I övriga Europa finns den längs Atlantkusten hela vägen ned till Portugal där den är den vanligaste stickmyggan. Den finns också utspridd på flera lokaler i södra och sydöstra Europa. Den har varit vanligare i Europa men omvandlingar från bräckt till sött vatten i Nederländerna och föroreningar med detergenter har nästan utrotat den på vissa ställen

## Levnadssätt
Larverna kan leva i både salt och sött vatten, men verkar föredra bräckt, solbelyst vatten med alger eller flytande vegetation. De finns dock även i diken, kanaler, risfält med mera. De vuxna myggorna trivs i stall och andra utrymmen för djur.
Honorna är mer benägna att bita djur än människor.

## Sjukdomsspridning
Tidigare var malaria en vanlig sjukdom i Sverige. Under 1800-talet utbröt flera svåra epidemier av Plasmodium vivax-malaria och troligen stod stallfrossmyggan för smittspridningen i kustnära områden i södra Sverige.
I övriga Europa har den varit en viktig art för spridning av P. vivax, men sedan 1975 är malaria i stort utrotad även om importerade fall regelbundet rapporteras. Stallfrossmyggan är i stort sett oförmögen att sprida tropiska P. falciparum.
Utöver malaria kan den också sprida West Nile-virus och Dirofilaria.

## Svenskt namn
ArtDatabanken har fastställt svenska namn för alla stickmyggor. Malariamyggor har genomgående fått sina artnamn efter det gamla svenska namnet frossmygga för att understryka att risken för att de ska sprida malaria i Sverige nu är minimal. Anopheles atroparvus övervintrar i uppvärmda stallokaler. Det är bakgrunden till det svenska namnet.